# (67308) Öveges
(67308) Öveges – planetoida z grupy pasa głównego asteroid okrążająca Słońce w ciągu 5,2 lat w średniej odległości 3,0 j.a. Odkryli ją Krisztián Sárneczky i László Kiss 21 kwietnia 2000 roku w Obserwatorium Piszkéstető. Nazwa planetoidy pochodzi od Józsefa Övegesa (1895-1979), nauczyciela fizyki, popularyzatora fizyki w węgierskim radiu i telewizji.